# Iratxe García
Iratxe García Pérez (født 7. oktober 1974) er en spansk politiker fra Spaniens socialistiske arbejderparti (PSOE). Hun har været medlem af Europa-Parlamentet siden 2004, og har været leder af Gruppen for Det Progressive Forbund af Socialdemokrater i Europa-Parlamentet siden 2019.